# 中国人民解放军陆军炮兵第八十一旅
炮兵第八十一旅（英語：81st Artillery Brigade），是中国人民解放军陆军第八十一集团军下属的炮兵旅，驻地河北省怀来县。

## 历史概述
该旅前身为晋冀鲁豫军区炮兵旅，一九四七年组建于河北省武安县。 一九四八年五月改称华北军区炮兵第一旅。1949年4月改编为炮兵第三师，6月列入第二野战军特种兵纵队。1950年4月整编为西南军区炮兵司令部，十二月整编为军委炮兵第三训练基地。
1952年4月25日，经中央军委批准，以炮兵第三训练基地为基础，炮兵第十四师成立，驻河北石家庄。1965年，炮兵第十四师移防至邯郸驻地。1969年移防至怀来至今。
1983年北京军区炮兵司令部撤销编制。同年4月1日，炮十四师划归第六十五军领导。1985年9月19日 ，炮十四师再次直属北京军区领导。1992年8月28日，炮十四师改隶陆军第六十五集团军，前陆军六十五集团军炮兵旅缩编为炮九团，编入炮十四师。
2003年12月，炮兵笫十四师整编为六十五集团军炮兵旅。2017年改为炮兵第八十一旅。

## 沿革
参考资料：
| 部隊番號                         | 使用時期                 |
| -------------------------------- | ------------------------ |
| 晋冀鲁豫军区炮兵旅               | 1947年-1948年5月         |
| 华北军区炮兵第一旅               | 1948年5月-1949年4月      |
| 炮兵第三师                       | 1949年4月-1950年4月      |
| 西南军区炮兵司令部               | 1950年4月-1950年12月     |
| 炮兵第三训练基地                 | 1950年12月-1952年4月25日 |
| 炮兵第十四师                     | 1952年4月25日-2003年12月 |
| 陆军第六十五集团军炮兵旅         | 2003年12月-2017年4月     |
| 陆军第八十一集团军炮兵第八十一旅 | 2017年4月至今            |